# Sovinek
Sovinek je naselje v Občini Semič. Ustanovljeno je bilo leta 2001 iz dela ozemlja naselij Coklovca, Oskoršnica in Praprot. Leta 2015 je imelo 61 prebivalcev.